# Дороцкое
Дороцкое или Дороцкая (рум. Doroțcaia) — село в Дубоссарском районе Молдавии. Относится к сёлам, не образующим коммуну.

## География
.
Село расположено на высоте 59 метров над уровнем моря, у реки Днестр. Является спорным между ПМР и Молдовой, расположено в 14 км от г. Дубоссары (или 7 км от окраины г. Дубоссары), но администрируется Республикой Молдова. Крайние дома с. Дороцкое расположены в 100—150 метрах от Республиканской трассы ПМР Тирасполь—Дубоссары—Рыбница.

## История
Возле с. Дороцкое обнаружено местонахождение первобытного человека Дороцкое, относящееся к раннему палеолиту (возраст 500—450 тысяч лет). Рядом с ним находится стоянка позднего палеолита Дороцкое на краю поселения гальштатской культуры.
Также у с. Дороцкое найдены античные монеты городов Тира и Истрия середины IV века до н. э.
Известны остатки славяно-молдавских поселений XVI—XVIII веков в сёлах Дороцкое и Дзержинское. В 1667 г. на карте Польши (выпущена в Лондоне) на месте современного села Дороцкое обозначено село Коморул.
В ходе войны 1992 года село на момент заключения мира оказалось на нейтральной территории между войсками Молдовы и ПМР; у села висело три флага: приднестровский, а также УНА-УНСО и российский казачий, которые были вывешены добровольцами с Украины и из России.

## Население
По данным переписи населения 2004 года, в селе Дороцкая проживает 3206 человек (1579 мужчин, 1627 женщин).
Этнический состав села:
| Национальность | Число жителей | Процентный состав |
| -------------- | ------------- | ----------------- |
| молдаване      | 3160          | 98,54             |
| украинцы       | 18            | 0,56              |
| русские        | 18            | 0,56              |
| гагаузы        | 3             | 0,09              |
| прочие         | 7             | 0,22              |
| Всего          | 3206          | 100 %             |

70 % населения с. Дороцкое состоит в гражданстве непризнанной ПМР и Молдовы, 30 % населения состоит в гражданстве Молдовы. Небольшая группа жителей (400—500 чел.) села говорят о необходимости проведения референдума о вхождении в состав Приднестровской Молдавской Республики. Для этого из числа жителей села создана в 2014 г. инициативная группа, которая занимается подготовкой к референдуму, несмотря на запрет подобных действий со стороны Республики Молдова и административные аресты ряда инициаторов полицией Молдовы.